# Sexpreading
Sexpreading és l'acció de difondre fotografies amb contingut sexual d'altres persones sense el seu consentiment. És un acte violent i denunciable.

## La violència masclista i les noves tecnologies
Amb l'evolució constant de les tecnologies, xarxes socials i aplicacions apareixen de noves formes de violència masclista, les anomenades violències 2.0. També han aparegut noves formes de relacions afectivosexuals, com és el sèxting, consistent en una pràctica sexual basada en l'enviament de fotografies o vídeos de contingut sexual. Aquesta pràctica implica el consentiment explícit de les persones que hi participen, tant emissor de contingut com receptor.  
En el món actual, la sexualitat, especialment la femenina, es duu a terme en un marc patriarcal i de violències masclistes; així, tota pràctica sexual té implícits certs riscos. En aquest cas, la ciberviolència exercida en contra de la dona està guanyant protagonisme i, en relació al tema que ocupa aquest article, la problemàtica sorgeix quan apareix la violència a través de la difusió d'imatges de contingut sexual, sense el consentiment de la persona que hi apareix. Aquesta violència es pot donar vinculada al sèxting, però no necessàriament, ja que les imatges es poden obtenir a través de múltiples estratègies o pràctiques.

## Què és i què comporta
La societat té tendència a demonitzar la pràctica del sèxting i per diferenciar la pràctica de l'agressió, és imprescindible un nom propi que designi aquesta violència. Per això es proposa la paraula sexpreading (mantenint l'arrel sex, i afegint el mot spreading, ‘difondre'). L'objectiu de l'ús d'aquesta nomenclatura és evitar relacionar la sexualitat consentida amb violència sexual, ajudant a identificar les agressions i a separar quelcom no desitjat i quelcom que sí que ho és.
Així, amb l'aparició i la conceptualització del sexpreading apareix una nova manifestació de violència sexual en la que els drets de les dones i les persones LGTBI a ser protagonistes i gaudir de la sexualitat obertament es vulnera i es veu qüestionat.
El concepte de sexpreading comporta una triple vessant de violència: 1) la primera és envair la intimitat, difonent imatges sexuals o sexualitzades de la víctima, sense que ella ho ha escollit. 2) La segona, el trencament de la confiança i el vincle existent en un inici entre agressor-víctima, passant de ser una pràctica sexual fonamentada en el consentiment mutu a una agressió. 3) La tercera violència és col·lectiva; l'acció de rebre i difondre la imatge a noves persones, perpetuant l'agressió de forma individual i/o grupal.
Per tant, s'entén que és aquest mateix context públic el que legitima l'enviament i reenviament i, com a conseqüència, deixa impune aquesta agressió.
Són innombrables els casos d'assetjament que existeixen, quan després d'aquests enviaments, una de les parts es veu amenaçada per l'altra. Per tant, també estaríem parlant de ciberassetjament.
El sexpreading és una violència que situa en l'espai públic, tot i que sigui un espai online, una pràctica privada i la intimitat d'una persona. En el moment que aquesta foto, vídeo, o contingut sexualitzat circuli per les xarxes socials, aplicacions o altres mitjans TIC, la culpa i el judici recauran sobre la víctima, és a dir, en la persona que apareix a allò publicat sense consentiment.

## Relació amb altres conceptes
El sexpreading està fortament relacionat amb altres conceptes com:
- Sextorsió, pràctica que consisteix en demanar o exigir fotos de contingut sexual sota amenaça o amenaçar amb la difusió d'aquestes imatges, independentment que el seu enregistrament hagi sigut consentit o no, a canvi de béns materials o inmaterials.[5]
- Sexcasting, pràctica que s'identifica l'enregistrament de continguts sexuals a través de càmera web i la difusió dels mateixos per correu electrònic, xarxes socials o qualsevol altre canal que permetin les noves tecnologies.[5]
- Revenge porn, pràctica que cerca de forma expressa humiliar o danyar a una persona a través de la publicació de imatges o vídeos amb contingut sexual explícit, enregistrades sense consentiment, a xarxes centrades en la pornografia o a l'entorn digital de fàcil accés de la persona afectada.[6]
- Grooming
- Cyberbullying

## Conseqüències i impacte en les víctimes
Les conseqüències d'aquestes violències són greus respecte la salut física i psicològica però també de la social i cultural, d'oportunitats […] de la llibertat, de la llibertat sexual i d'expressió.
Els danys principals que es detecten en les víctimes són: 
- Psicològics (por, ansietat, depressió, altres)
- Públics (autocensura, deixar d'usar les TIC, mobilitat limitada o canvi de residència, reputació malmesa, reducció de la influència pública, menor o nul·la presència en actes, altres)
- Físics (mal de cap, nàusees, altres)
- Educatiu (deixar d'estudiar, disminució de rendiment, pèrdua d'un curs, etc.)
- Econòmics (pèrdua d'ingressos, dificultats d'accés a feines per desprestigi, despeses altes per a la defensa jurídica o la teva seguretat, altres)
- Laborals (pèrdua de la feina, baixa laboral, canvi de feina, altres)
- Relacionals i socials (afectació en les relacions personals, familiars, socials, aïllament, etc.)
- Altres[8]

Veient totes les possibles conseqüències que comporten aquests tipus de violència, es fa patent la necessitat de canviar el tipus d'educació sexual existent en la societat, sobretot entre joves i adolescents, que perpetua un model de sexualitat i de relacions afectivo-sexuals hegemònic sexista, centrar en el coit, heterosexista, edadista, capacitista, parellista, etc.
Així, des de les diferents institucions, a través d'una activitat socioeducativa de sensibilització i amb caràcter transformador, s'hauria de poder donar eines per convertir els vincles afectivosexuals en igualitaris, posar en evidència els costos i els efectes de la masculinitat tradicional i celebrar la diversitat.